# Нафтемпорікі
«Нафтемпорікі» (грец. H Ναυτεμπορική) — одна з найпопулярніших щоденних афінських газет та провідна у галузі судноплавства та каботажу в Греції.
Сьогодні «Нафтемпорікі» — офіційний бюлетень Афінської фондової біржі, крім того має значний розділ, присвячений подіям культури. Видавець — Naftemporiki Publishing S. A., який має ексклюзивні права на співробітництво із The Wall Street Journal Europe та публікацію їх новин на сторінках «Нафтемпорікі» у друкованій версії, а також і в інтернет-версії.

## Історія
Перший номер газети вийшов друком 4 квітня 1924 року під назвою грец. «Ναυτικόν καὶ Ἐμπορικὸν», дос. «"Показники судноплавства і торгівлі"», в Піреї. Під час німецької окупації друк газети припинився, хоча періодично виходила на окремих аркушах паперу. Перший післявоєнний черговий випуск вийшов у світ 8 березня 1945 року. З серпня 1948 року видання виходило вже під новою назвою «Нафтемпорікі» та у новому газетному форматі 0,35 х 0,25.